# Новодомосейкіно
Новодомосе́йкіно (рос. Новодомосейкіно) — село у складі Сєверного району Оренбурзької області, Росія.

## Населення
Населення — 160 осіб (2010; 206 у 2002).
Національний склад (станом на 2002 рік):
- мордва — 57 %
- росіяни — 43 %